# 벡스 (기업)
벡스 맥주 회사는 페일 라거(→엷은 황금색의 라거)로 유명한 독일의 맥주 회사이다.

## 배경

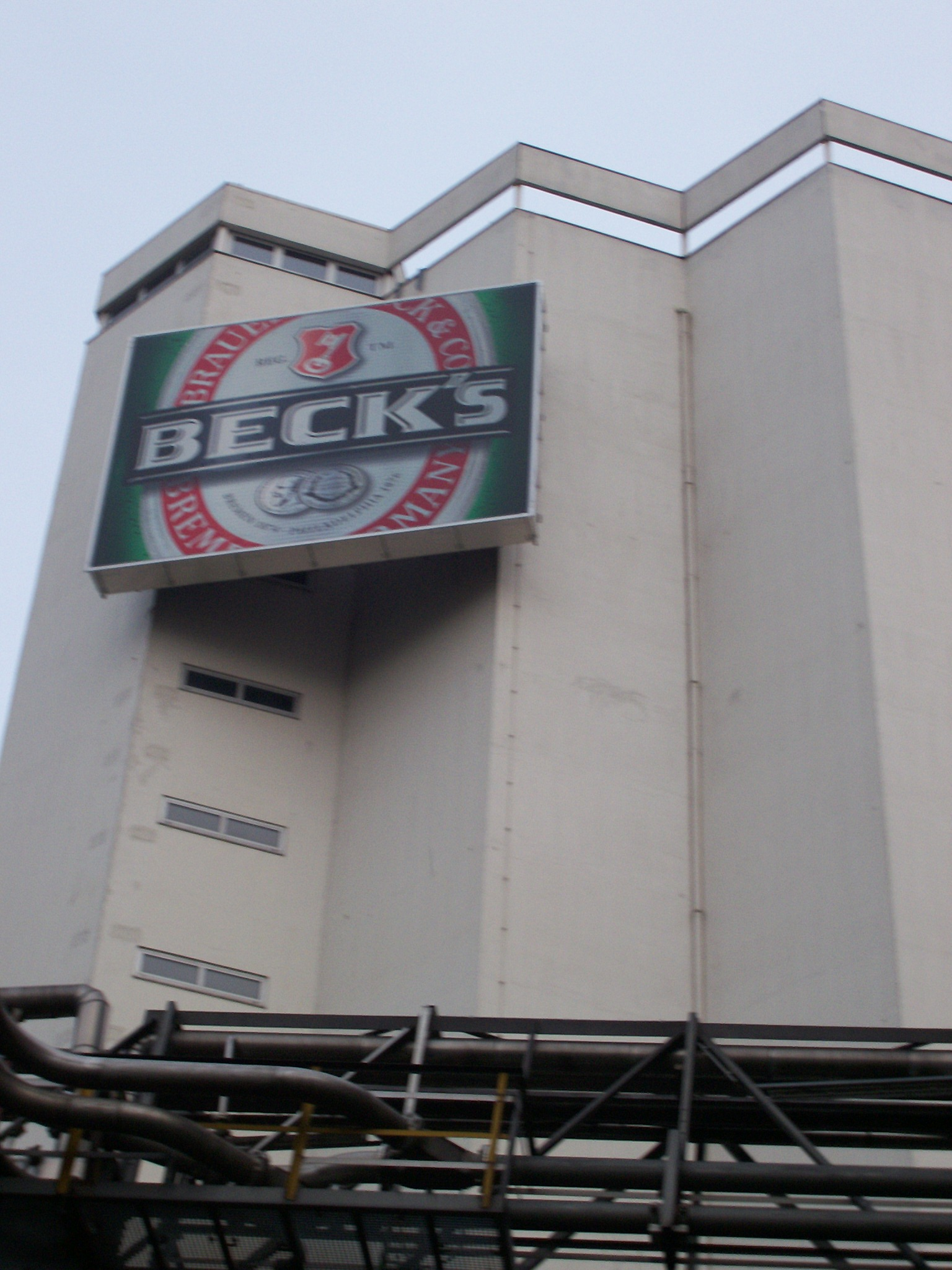
벡스 공장

1873년부터 독일 북부의 항구도시 브레멘에서 맥주 생산을 시작하였다.
영국 남부의 두줄보리, 남부 독일의 할레타우 홉을 사용하여 만들어진다. 독일에서 최초로 초록색 병을 사용한 회사이다. 이것은 벡스의 첫 맥주를 초록색 와인 병에 담아 팔기 시작한 것이 계기가 되었다.
독일에서 수출량이 가장 많은 벡스 회사의 맥주는 독일 현지에서 점유율 3위, 미국에서 수입맥주 1위를 기록하고 있다. 현재 전 세계 120개 나라에서 팔리고 있다. 2007년 통계에 의하면, 1초당 판매된 벡스 회사의 맥주는 무려 60.5병에 이른다고 한다.
벡스는 해외시장을 적극적으로 개척하면서 보수적인 다른 독일 맥주회사들보다 무척 빨리 맥주혼합음료를 개발해서 내놓았는데 이게 크게 성공을 거뒀다.
하지만 그로 인해 독일 내 기성세대들은 벡스를 일종의 변절자로 규정하기도 했다.
물, 효모, 보리류 곡식, 호프 외의 다른 것으로는 맥주를 빚지 않는다는 '독일 맥주 순수령'을 탈피했기 때문이다.
때문에 벡스의 여러 가지 히트 상품들(아이스, 그린, 오렌지 등)은 독일에서는 '맥주'라는 이름으로 불리지 않고 맥주 혼합 음료라는 긴 이름을 가지게 된다. 결국 벡스는 맥주에 관한 한 보수를 고집하는 독일 양조장 가운데서는 그래도 진보적인 곳이라 할 수 있다.
벡스 맥주는 도시를 대표하고 싶었던 마음으로 열쇠 모양의 브레멘 도시 문장을 넣으려 했지만 결국 열쇠모양을 반대로 바꿔 사용했다. 이는 1876년 당시 벡스가 탄생 했을 때 술에 도시 문장이 사용됨이 탐탁지 않게 여겨져서 도시 문장 사용의 허가를 시로부터 받지 못했기 때문이다.

## 벡스 회사의 활동
벡스사는 지난 20여년간 트레이시, 에민 채프먼 형제 등 영국현대예술의 '빅네스임' 들을 후원하며 이들의
작품이 부착된 한정된 맥주를 시판한 바 있다. 이름하여 백스캔버스 라는 행사로, 2008년 벡스는 런던 왕립예술학교와 함께 4인의 떠오르는 신예 아티스트를 선정, 이들에게 '맥주병 캔버스'를 제공했다.
이들의 작품을 벡스의 트레이드 마크인 초록색병에 실려 2008년 8월 1일에 공개했으며, 총 2,700만 병의 맥주가 이번 행사를 통해 유통되어, 사상 최대 규모의 퍼블릭 아티 프로젝트 중 하나로 기록되었다.

## 벡스 종류

### 벡스 맥주
- 벡스 맥주는 병목에 은박 치장을 한 벡스와 금박 치장을 한 벡스 다크로 구분된다.
- 병뚜껑이 트위스터 방식이 아닌 병따개로 오픈하는 방식이다.

#### 벡스 필스너(Beck's Pilsner)
- 엷은 황금색. 약간 건초 같은 홉의 아로마가 느껴지며, 피니시에서 약간의 쓴맛이 나타난다.
- 일반적인 필스너에 비해 가벼운 느낌이 느껴지며, 탄산음료와 같이 톡쏘는 느낌이 강하다.
- 종류 : 독일 필스너
- 알코올 함량 :5.0%
- 원재료 : 물, 맥아, 이스트, 이산화탄소, 홉
- 원산지 : 독일
- 생산지 : 브레멘
- 발효방식 :  *하면발효[깨진 링크(과거 내용 찾기)]
- 용량 : 250ml, 330ml, 500ml, 5L
- 제조원 : Becks&Co
- 수입원 : 한국스페셜티맥주(주)
- 유통기한 : 제조일로부터 1년

#### 벡스 다크(Beck's Dark)
- 쓴맛과 스모키함 사이에 단맛과 구수함이 느껴지며, 탄산으로 인한 청량감이 가득하다.
- 마호가니 색깔. 몰트의 약한 달콤함, 볶은 곡물, 약간의 캐러멜 맛이 나타나고 홉에서 나오는 허브와 풀 맛도 약하게 드러난다. 전체적으로 맛이 깔끔하다
- 종류 : 흑맥주(Stout)
- 알콜 : 5.0%
- 원재료 : 물, 맥아, 이스트, 이산화탄소, 홉
- 원산지 : 독일
- 생산지 : 브레멘
- 발효방식 : *하면발효[깨진 링크(과거 내용 찾기)]
- 용량 : 355ml
- 제조원 : Becks&Co
- 수입원 : 한국스페셜티맥주(주)
- 유통기한 : 제조일로부터 1년

### 맥주 혼합 음료
- beck's level 7 카페인과 과라나 첨가
- beck's green lemon 레모네이드 맛이 상큼함
- beck's gold 청아한 맛 깨끗함, 마일드함이 일품
- beck's ice 라임과 민트 첨가된 맛

## 참고 자료
- 이기중-한눈에 보는 세계맥주 73가지 맥주수첩 (ISBN 9788991292659)
- 네이버 지식백과